# Hemilepidotus
Hemilepidotus – rodzaj ryb skorpenokształtnych z rodziny głowaczowatych (Cottidae).

## Klasyfikacja
Gatunki zaliczane do tego rodzaju:

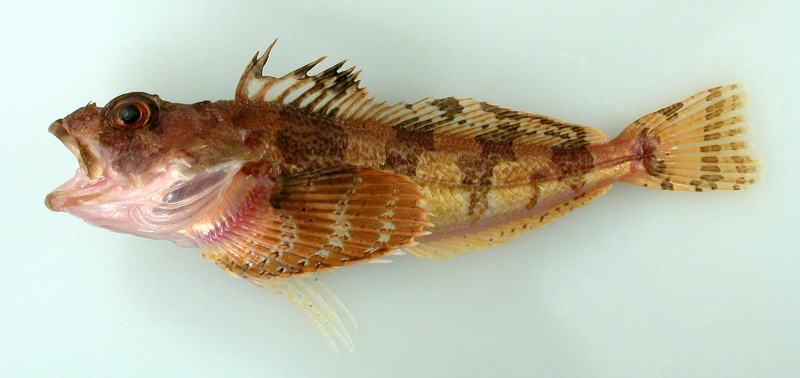
Hemilepidotus gilberti
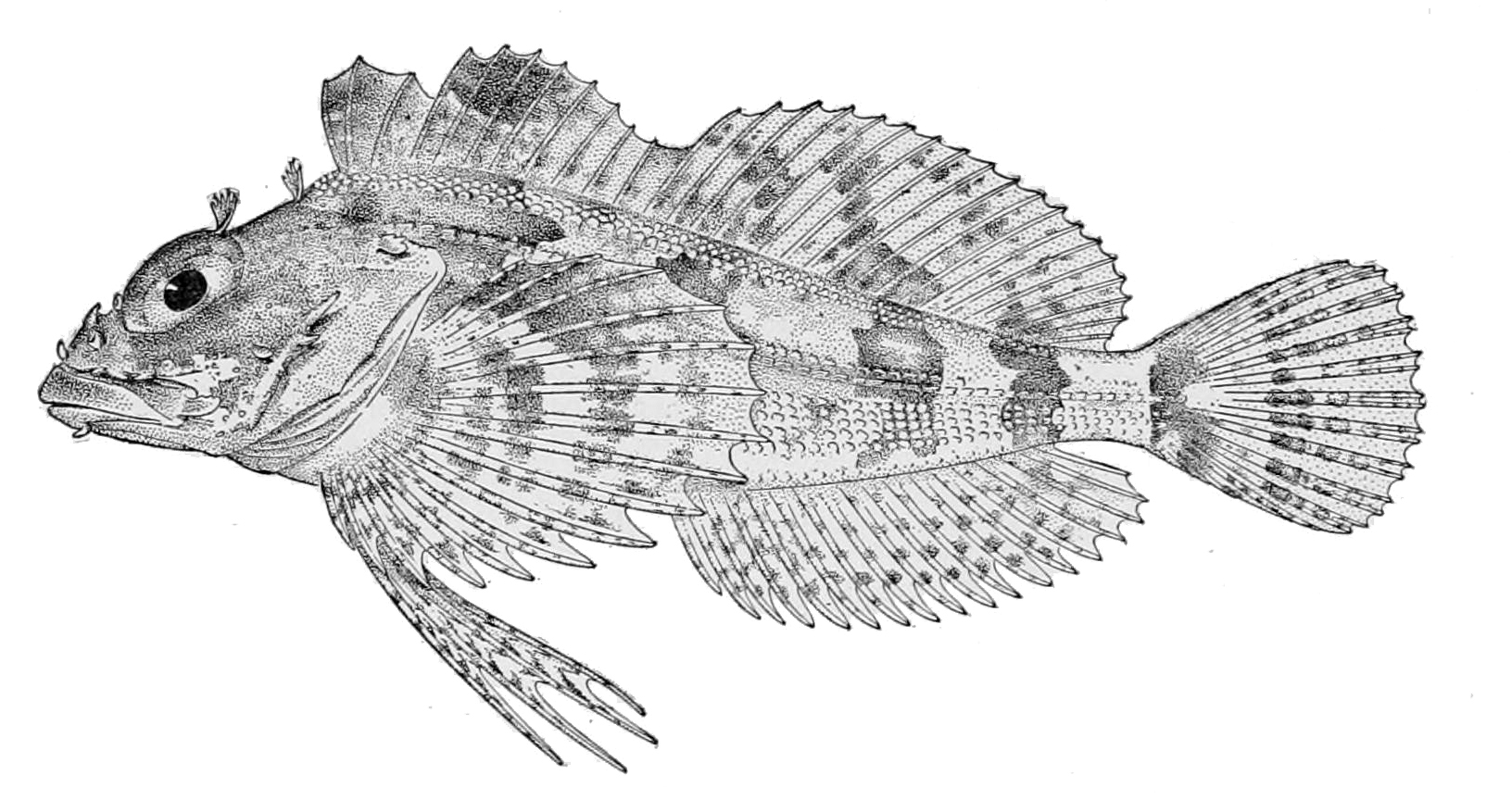
Hemilepidotus hemilepidotus – kur grzbietołuski[potrzebny przypis]
- Hemilepidotus jordani
- Hemilepidotus papilio
- Hemilepidotus spinosus
- Hemilepidotus zapus

- Hemilepidotus papilio
- Hemilepidotus zapus